# ФК Реал Солт Лејк
Реал Солт Лејк (енгл. Real Salt Lake) је амерички фудбалски клуб из истоименог града у држави Јути. Наступа у Западној конференцији МЛС лиге. 